# Stichting Machiavelli
De stichting Machiavelli is een Nederlandse organisatie bestaande uit personen met expertise op het gebied van politiek, communicatie en journalistiek. 

## Doelstelling
De doelstelling van de stichting is zich in te spannen om een betekenisvolle uitwisseling te bevorderen van denkbeelden over communicatie tussen politiek, overheid en burger en over de rol die media daarbij spelen. Hierbij wordt ernaar gestreefd de naam van de politiek denker Niccolò Machiavelli op positieve wijze in verband te brengen met vraagstukken op dit terrein.

## Historie
De stichting Machiavelli werd in 1988 opgericht. De eerste voorzitter was communicatiewetenschapper Anne van der Meiden. In het eerste bestuur zaten verder de politici Gerrit Brokx en Len Rempt-Halmmans de Jongh en journalist Ton Planken. In maart 1989 werd voor het eerst de Machiavelliprijs uitgereikt. Tegelijkertijd werd de eerste Machiavellilezing gehouden. Dit is sindsdien een jaarlijkse gebeurtenis.
De Machiavelliprijs wordt toegekend aan 'een persoon of organisatie die heeft uitgeblonken in publieke communicatie' en daarbij Niccolò Machiavelli's principe 'het doel heiligt alle middelen' het meest effectief in praktijk heeft gebracht. De eerste Machiavelliprijs ging naar het ministerie van Volksgezondheid Welzijn en Cultuur en werd overhandigd aan staatssecretaris Dick Dees, voor de campagne 'Drank maakt meer kapot dan je lief is'.
Naast de lezing en de uitreiking van de prijs organiseert de stichting direct na verkiezingen een debat tussen campagneleiders en sinds 2014 een 'kick-off-debat' bij de start van een nieuw parlementair jaar.
Sinds 2002 is Marja Wagenaar voorzitter van de stichting.

## Machiavellilezingen
| Editie | Datum            | Naam                  | Titel lezing                                                                                        |
| ------ | ---------------- | --------------------- | --------------------------------------------------------------------------------------------------- |
| 1989   | 8 maart 1989     | Rinus van Schendelen  | Over Public Relations                                                                               |
| 1990   | 14 juni 1990     | Hans Hillen           | Een kat in een vreemd pakhuis                                                                       |
| 1991   |                  | Niek Ketting          | Machiavelli verdeelt wel, maar heerst niet                                                          |
| 1992   | 26 oktober 1992  | Anne van der Meiden   | Propaganda, politieke marketing en voorlichting                                                     |
| 1993   | 25 oktober 1993  | Marcel van Dam        | Edelman, bedelman, dokter, pastoor, ze zijn er allemaal vandoor                                     |
| 1994   | 24 oktober 1994  | Frits Bolkestein      | Machiavelli sprak geen Binnenhofbargoens                                                            |
| 1995   |                  | Herman Tjeenk Willink | Overheidscommunicatie, element of instrument?                                                       |
| 1996   |                  | Aad Jacobs (en)       | Europa: doelstelling, doelgroep en boodschap tegelijk                                               |
| 1997   |                  | Ad Melkert            | Over beeld en werkelijkheid van de politiek                                                         |
| 1998   |                  | Ruud Lubbers          | Macht en deugd                                                                                      |
| 1999   |                  | Paul Rosenmöller      | ‘De leiderschapsverleiding’ Politiek leiderschap in een veranderende samenleving. Een relativering! |
| 2000   |                  | Paul Frissen          | ‘De anarchistische republiek’ Representatie in de informatiesamenleving                             |
| 2001   |                  | Benk Korthals         | Veiligheid: zorg voor overheid en burger                                                            |
| 2002   |                  | Uri Rosenthal         | ‘Het kan niet, het mag niet, we willen het, we doen het’                                            |
| 2003   |                  | Erik de Zwart         | Van Poldermodel tot merkenmodel                                                                     |
| 2004   |                  | John Lloyd (en)       | The Power and the story                                                                             |
| 2005   |                  | Peter Vandermeersch   | De tussen-n in paardebloem: Harry Potter in Jurassic Parc                                           |
| 2006   |                  | Fons van Westerloo    | Van massamedium tot buurtomroep                                                                     |
| 2007   |                  | Ivo van Hove          | De kunst is een ontembaar wild dier                                                                 |
| 2008   |                  | Cisca Dresselhuys     | Vrouwen & macht: een paar apart                                                                     |
| 2009   |                  | Roel Coutinho         | Het gezag van de wetenschap in gedrang                                                              |
| 2010   | 16 februari 2011 | Hans Hillen           | De oorlog tegen terrorisme in 140 tekens                                                            |
| 2011   | 8 februari 2012  | Robbert Dijkgraaf     | Wetenschap, publiek, politiek – over feiten en meningen                                             |
| 2012   | 12 februari 2013 | Klaas Knot            | De Nederlandsche Bank: verandering en de rol van communicatie                                       |
| 2013   | 4 februari 2014  | Dick Boer             | Over de macht van welwillendheid                                                                    |
| 2014   | 11 februari 2015 | Tom Middendorp        | Van wankel naar natuurlijk draagvlak: een zaak van politiek, bevolking en krijgsmacht               |
| 2015   | 10 februari 2016 | Philippe Remarque     | De krant blijft altijd bestaan                                                                      |
| 2016   | 8 februari 2017  | Kim Putters           | De burgerdictatuur. Doorgeprikte Haagse bubbels of staatloos populisme?                             |
| 2017   | 14 februari 2018 | Emily Bell (en)       | The Global Crisis of Local News                                                                     |
| 2018   | 13 februari 2019 | Pete Hoekstra         | The Threat of a Lost Generation                                                                     |
| 2019   | 12 februari 2020 | Roxane van Iperen     | Stop de fixatie op de liegende prins                                                                |
| 2020   | 29 maart 2021    | Daan Heerma van Voss  | Ter verdediging van de complottheorie. Een verhaal over chaos, angst en pizza                       |
| 2021   | 9 februari 2022  | Harm Taselaar         | Het vrije woord: zegen of gesel                                                                     |
| 2022   | 22 februari 2023 | Rob Bauer             | Vrede bewaren betekent voorbereiden op oorlog                                                       |
| 2023   | 14 februari 2024 | Femke Halsema         | De open samenleving en haar bondgenoten                                                             |